# Thailand vid världsmästerskapen i friidrott 2023
Thailand tävlade vid världsmästerskapen i friidrott 2023 i Budapest i Ungern mellan den 19 och 27 augusti 2023.

## Resultat
Thailands trupp bestod av en idrottare.

### Damer
Teknikgrenar
| Idrottare        | Gren   | Kval    | Kval      | Final            | Final            |
| Idrottare        | Gren   | Distans | Placering | Distans          | Placering        |
| ---------------- | ------ | ------- | --------- | ---------------- | ---------------- |
| Subenrat Insaeng | Diskus | 56,19   | 27        | Gick inte vidare | Gick inte vidare |